# Las Breñas (Las Palmas)
Las Breñas es una entidad de población española del municipio de Yaiza, perteneciente a la provincia de Las Palmas, en la comunidad autónoma de Canarias.

## Toponimia
El lugar puede aparecer referido como «Las Breñas» y «Breñas».

## Historia
Hacia mediados del siglo XIX, el lugar, ya por entonces perteneciente a Yaiza, tenía contabilizadas treinta casas. Aparece descrito en el cuarto volumen del Diccionario geográfico-estadístico-histórico de España y sus posesiones de Ultramar de Pascual Madoz con las siguientes palabras:

BREÑAS: l. de la prov., aud. terr. y c. g. de Canarias, en la isla de Lanzarote, part. jud. de Teguise, térm. y jurisd. del l. de Yaiza, con quien forma ayunt., y á cuya felig. corresponde (V.). sit. á la parte occidental de la isla en unas escabrosidades volcánicas: tiene 30 casas malas y dispersas: el terreno es árido y pobre, y sus moradores se dedican á la pesca, que es el mayor recurso para su alimento. pobl.: (V. Yaiza).
(Madoz, 1846, p. 438)

En 2022, la entidad singular de población tenía empadronados 389 habitantes y el núcleo de población, los mismos.